# Bhurungamari
Bhurungamari (en bengali : ভুরুঙ্গামারি) est une upazila du Bangladesh dans le district de Kurigram. En 1991, on y dénombrait 176 822 habitants.